# ファースト・テネシー・パーク
ファースト・テネシー・パーク (First Tennessee Park ) は、アメリカ合衆国テネシー州ナッシュビルにあるマイナーリーグの野球場。トリプルAインターナショナルリーグのナッシュビル・サウンズの本拠地である。2015年4月17日に開幕し、1万人以上を収容できる。1978年から2014年までサウンズの本拠地として使用されてきたハーシェル・グリア・スタジアムの老朽化に伴い新設された。
1870年から1963年までマイナーリーグの野球場であったサルファー・デルの跡地に建設された。東西を3番通りと5番通りに、南北をジャクソン通りとハリソン通りに挟まれ、本塁、投手のマウンド、二塁が南北に通過する4番通りのライン上に位置している。バイセンテニアル・モール州立公園の東側に位置しており、将来的にテネシー州立博物館がこの近くに移転する予定である。球場南側からダウンタウンのスカイラインを見ることができる。
球場はカントリー・ミュージック、サルファー・デル、ナッシュビルの元球団および元選手のイメージなど、ナッシュビルの音楽や野球の歴史を織り込んだデザインとなっている。コンコースは球場を1周することができ、360度どこからでも観戦できる。建設中のグリーンウエイが完成すると、既存のグリーンウエイと接続することができる。

## 経緯

### 計画
2000年代初頭、ナッシュビル・サウンズはハーシェル・グリア・スタジアムの老朽化に伴い、新球場ファースト・テネシー・フィールドを建設する計画を立てていたが、不況のあおりを受けて頓挫した。その代わり、グリアを存続させるため、また新球場ができるまでトリプルAの年々新しくなる基準に追い付かせるために多くの改修および修理が施された。2013年終盤、新球場建設計画が復活し、「ファースト・テネシー・パーク」と呼ばれるようになった。POPULOUS社はカンバーランド川東岸、シャーロット通り北のノース・ガルチ、昔球場であったサルファー・デルの3ヶ所を候補地に挙げた。最終的に1870年から1963年まで球場であったサルファー・デルが選ばれた。
カール・ディーン市長は予算を組み、土地使用に関してテネシー州からの許可を得ることとなった。州職員の駐車場として使用されていた州所有のサルファー・デル跡地の土地使用のために1,800万ドルを州に支払い、1,000台分の駐車場を近隣に建設し、さらに新たなテネシー州立図書館地下に500万ドルを投じた地下駐車場を建設することで合意した。そのため市はナッシュビル美術学校の土地を獲得した。
資金は公的資金の他に民間企業からの出資も行なわれた。市は土地取得および球場建設のために7,500万ドルを支払った。球場は市の所有となり、2045年までの30年間球場に貸し出すこととなった。サウンズ所有者グループは多目的使用での施設利用のために5,000万ドルを投資した。Embrey Development Corp. は球場北側に306室の高級アパート「ザ・カリヨン」を建設している。メトロの7,500万ドルの投資は毎年430万ドルの負債として、市の5つの収入源からまかなわれる。これにはサウンズからの賃貸料として70万ドル、球場からの売上にかかる税金65万ドル、固定資産税140万ドル、tax increment financing 52万ドルが含まれる。市は球場のメンテナンスとして毎年345,000ドルを支払う。
メンフィスに本社のあるファースト・テネシー銀行が10年間(さらに10年の延長可能)の命名権を購入し、「ファースト・テネシー・パーク」と名付けた。この金額については明らかにされていない。10年前に頓挫した新球場にも「ファースト・テネシー」の名がつけられる予定であった。

### 建設
2013年12月10日、球場建設に関してメトロ議会、州建設委員会、ナッシュビル・スポーツ局の最終合意を得た。2014年1月27日、市長、サウンズのオーナーのフランク・ウォード、マイナーリーグ会長パット・オコナー、当時サウンズが提携していたミルウォーキー・ブルワーズの総支配人ダグ・メルヴィンが出席して一般公開の着工式が行われた。
3月3日、掘削作業が始まった。建設開始当初、西暦1150年頃の歴史的遺物が作業員により発見された。左翼となる辺りから炉や陶器の破片が見つかった。考古学者はここがネイティヴ・アメリカン居住区の中心地で、塩を集めるために地下から汲み上げた硫黄泉(「サルファー・デル」の名のもととなった)の鉱水を沸かしていた跡地であると考えた。2015年8月よりこの遺物がテネシー州立博物館においてミシシッピ文化の常設展示として公開される。
8月18日、球場の鉄骨が組まれた。全体で鋼鉄2,435ショートトン(2,209メートルトン)およびコンクリート16,314立方ヤード (12,473 m3) が使用された。11月3日までに4ヶ所の照明塔、コンコースの2ヶ所の照明の設置および試験点灯が始まった。
この頃、新たな水道設備および電気系統の必要性が発覚した。元々の6,500万ドルの他、現存の資本金から追加500万ドルが充てられた。冬場の降雪や凍結により工事が延期されて人件費がかさみ、またギター型のスコアボードなどの向上をはかり、それ以外にも土壌汚染の浄化などでさらに500万ドルが必要となった。サウンズのオーナー・チームはこのため200万ドルを出資した。追加分計1千万ドルを含めてスタジアムの総経費は4,700万ドル、このプロジェクトの総経費は7,800万ドルとなった。
2015年1月20日、8,500席が設置された。2月23日、ギター型のスコアボードの設置が始まった。3月19日、芝生の設置が始まり、グリア・スタジアムの本塁が移設された。
2015年4月、米国グリーン ビルディング協議会より環境持続可能性、節水、省エネ、資材の選択、屋内環境品質の上でLEED銀認定が与えられた。右翼の売店の屋根には雨水で給水する2,800立方フット(260 m2)の屋上緑化を施すなど、環境に優しい取り組みを行なっている。また外野壁の向こう側に新たなグリーンウエイを設置し、カンバーランド川グリーンウエイからバイセンテニアル・モール・グリーンウエイを繋ぐ。資材の約3分の1を地元から調達し、工事に伴う廃材の9割をリサイクルまたは転用している。

### 開幕

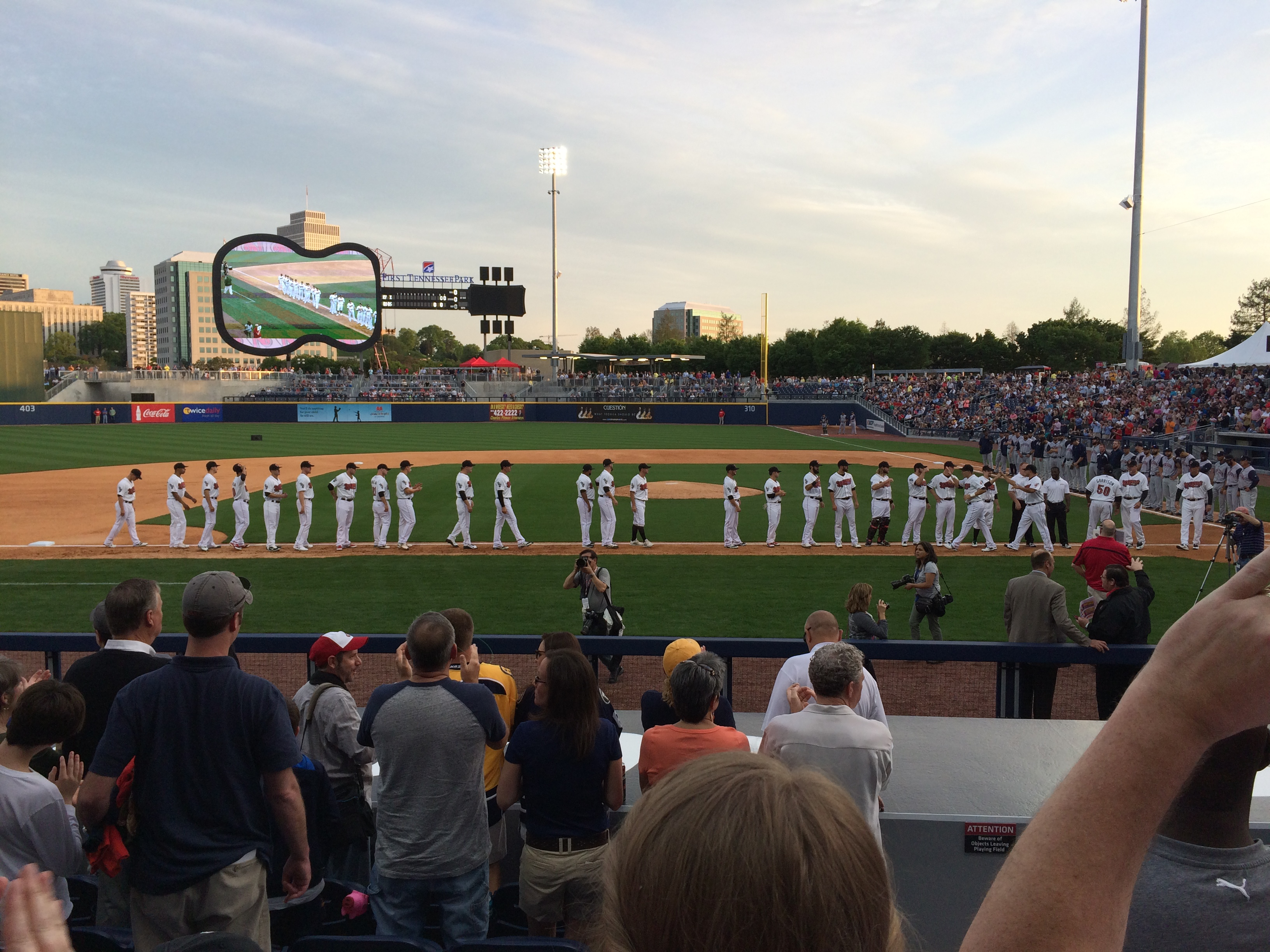
2015年4月17日開幕日の選手紹介

2015年4月17日、サウンズ対コロラドスプリングス・スカイソックスによる球場開幕試合が行われ、10回、マックス・マンシーのヒットにより1塁のビリー・バーンズを本塁に送り、3対2でサウンズの勝利となった。1回表、リードオフヒッターとしてスカイソックスのマット・ロングが空振り三振し、サウンズのアーノルド・レオンが球場初の三振投手となった。球場初のヒットは2回表、2014年にサウンズに所属していたスカイソックスのマット・クラークによる左翼へのシングル・ヒットであった。またクラークは4回にセンターに打ち、ルイス・サーディナスを球場初の得点に導いた。球場初のホームランは4月21日、対オクラホマシティ・ドジャースでのサウンズのジョーイ・ウェンドルによるものであった。
3月23日に開幕日のチケットが発売されたが、約15分で完売した。チケットの要望が高かったため、通常当日券のみの自由席のチケットも急遽前売りにした。開幕日の有料入場者数は満員の10,459名であった。試合前、始球式ではカール・ディーン市長が投球した。ABCのドラマ『ナッシュビル』主演のチャールズ・エステンが球場外でのテープカットで歌ったほか、始球式でも国歌『星条旗』も歌った。テープカットにはオーナーの本澤正裕とフランク・ウォード、パシフィックコーストリーグ会長のブランチ・バレット・リッキー、オークランド・アスレチックス会長マイケル・クロウリー、ディーン市長、球場への資金に同意したメトロ議会議員が参加した。

### その他
ナッシュビルで行われるCMAミュージック・フェスティバル期間中、1990年からCity of Hope セレブリティ・ソフトボール・ゲームが行なわれ、1991年から2014年までグリア・スタジアムで行われていたが移転に伴い2015年からファースト・テネシー・パークで行われることになった。カントリー・ミュージックのスター達がグランド・オール・オープリー・チームとiHeartRadio ・チームに分かれて試合を行ない、全ての収益金は癌、糖尿病など命にかかわる病気の研究や治療に寄付される。これまでの出場者にはキャリー・アンダーウッド、ダリアス・ラッカー、フロリダ・ジョージア・ライン、ジェイソン・アルディーン、ルーク・ブライアン、スコッティ・マクリリー、ヴィンス・ギルなどがいる。

## 施設

### デザイン

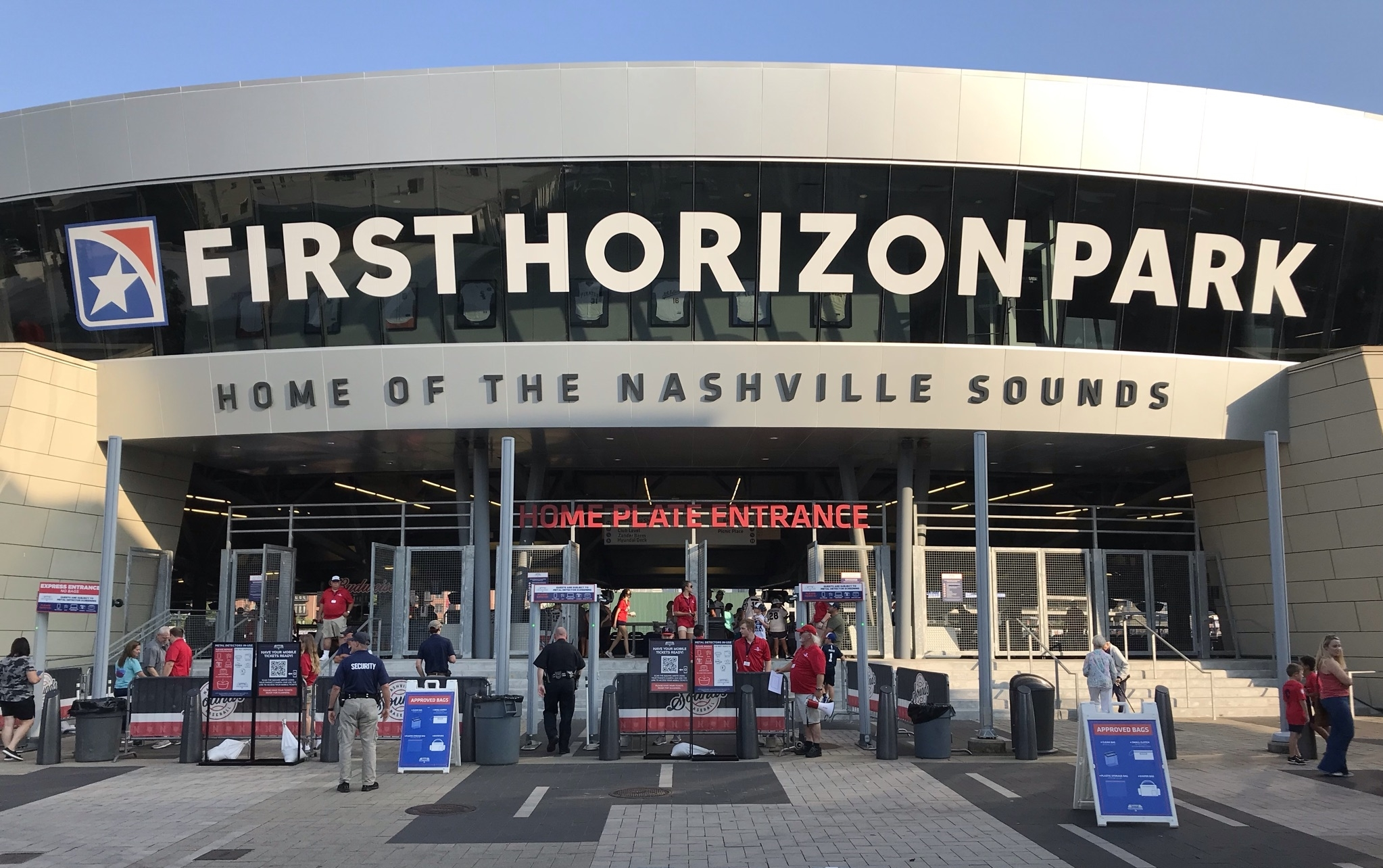
本塁側正面玄関

球場は長らく倉庫や駐車場であった荒廃した場所に建てられた。球場は現代のナッシュビルに合うように、最終的には新しいアパート、駐車場、レストランに囲まれることを想定して建てられた。ナッシュビルの歴史を念頭に置いたモダンなデザインとなった。北側の本塁側に正面玄関があり、高性能のコンクリートが打設され、上階には出入口と同じ幅の窓があり、これに沿って亜鉛金属のパネルが設置されている。外野のある南側ではグリーンウエイを建設中で、完成するとカンバーランド川グリーンウエイとバイセンテニアル・モール・グリーンウエイが接続する。周囲の開発が終わるまで完成しないが、完成後は試合のない日に使用することができるようになる予定である。
客席は横に整列し、幅24フット(7.3m)から36フット(11.0m)の売店がフィールド両脇に設置されている。フィールドは売店の高さから17フィート (5.2 m)下に位置しており、入り口を入るとすぐにフィールドが見える。試合の模様は大方売店からも直接見ることができるが、売店にはモニターが設置されており、中継も見ることができる。座席からは南側にナッシュビルのダウンタウンのスカイラインを見ることができる。
かつて氾濫原だった場所に位置しており、近隣のカンバーランド川から当初のサルファー・デル時代より洪水に遭いやすく、2010年のテネシー洪水でも被害に遭った。水害を防ぐため、客席の床はアクリルで覆われ、フィールドの高さのスイート席は床が取り外し可能で、レストランのテーブルはキャスターに積むことができ、排気口や電気のスイッチは上に設置した。
ナッシュビルの歴史と共に音楽や野球をイメージしたデザインが施されている。標識にはナッシュビル出身またはナッシュビルで活躍した選手などのナッシュビルの野球史も共に記されている。スイート席にはサルファー・デルや1901年から1961年および1963年に活動していたナッシュビル・ヴォルズについての展示もある。外野の緑のメタルのバックスクリーンの後ろには「Site of Sulphur Dell, Baseball's Most Historic Park, 1870–1963」と記され、この場所がサルファー・デルであったことを表示している。のちにこの後ろにネイティヴ・アメリカンおよびサルファー・デルでの野球の歴史を表現するモニュメントが置かれる予定である。客席と外野の照明塔はサルファー・デルの照明と似せている。トイレなどの赤、黒、銀の標識はギターのピックのような形をしており、ナッシュビルのカントリー・ミュージックの歴史を表現しており、視覚的にも「ナッシュビル・サウンズ」の名を表現している。

### フィールド

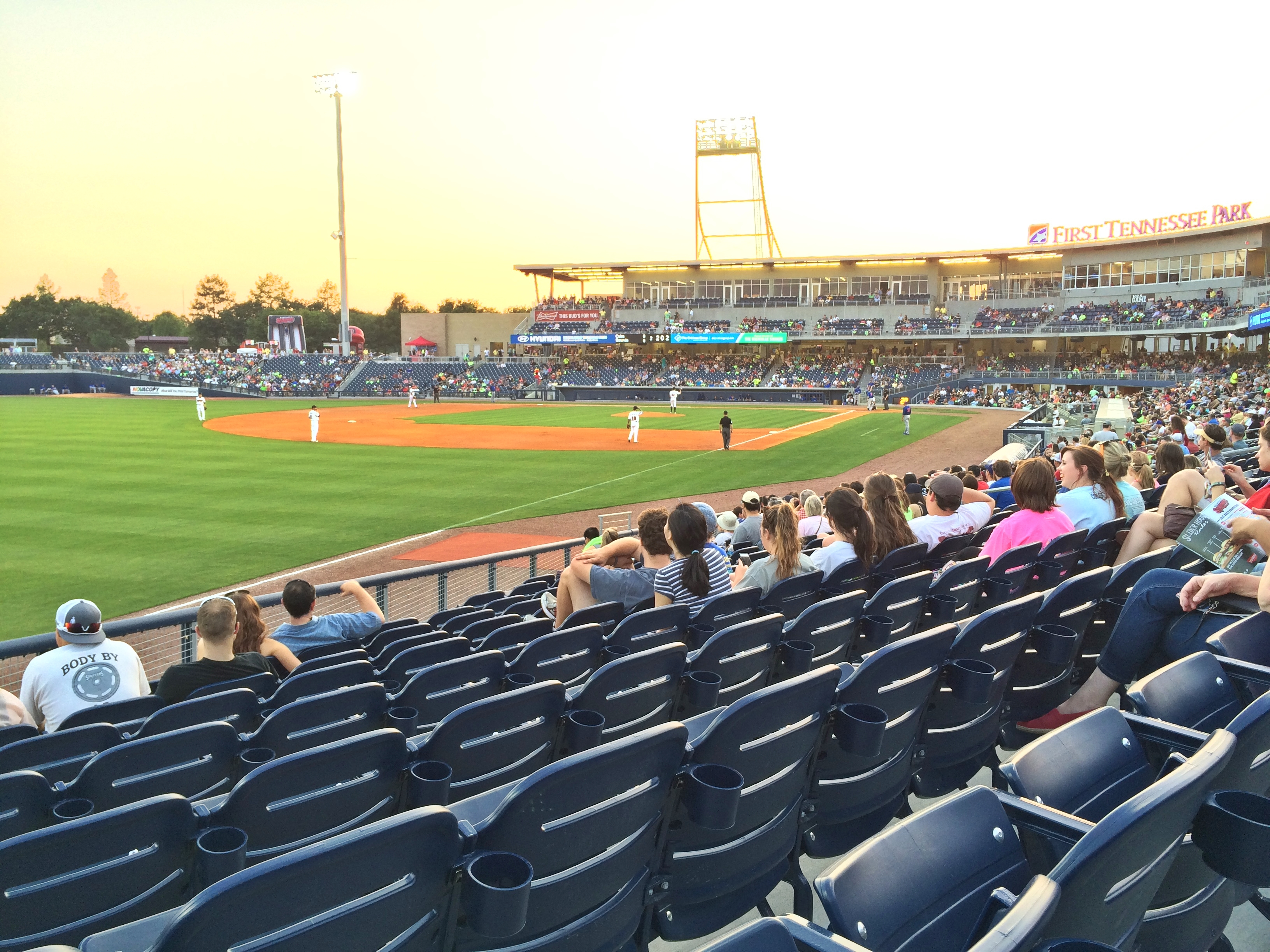
日没時のフィールド

フィールド表面はテキサス州サンアントニオの農場で育てられた100,000平方フィート (9,300 m2)のギョウギシバで覆われ、さらに1,000ポンド (450 kg)のホソムギが植えられた。アラバマ州レイシーズ・スプリング産の13,000平方フィート (1,200 m2)以上の赤土が内野の土に使用された。フィールドを囲むウォーニングゾーンは21,000平方フィート (2,000 m2)の砕いた赤い頁岩でできている。芝、土、頁岩は砂 5,000ショートトン(4,500メートルトン)と砂利44,000立方フィート(1,200 m3)の上に敷かれている。1時間に10インチ (250 mm)の排水を溜めるシステムを装備している。
本塁から外野壁への距離は左翼330フィート (100 m)、センター403フィート (123 m)、右翼310フィート (94 m)である。右翼壁までの距離は、262フィート (80 m)しかなかったサルファー・デルへのオマージュとして短めとなっている。バックネットは本塁から約50フィート (15 m)後ろにある。フィールドは売店のある通路の高さより17フィート (5.2 m)下に位置している。
リリーフ・ピッチャーがブルペンにいる間、長さ88フィート (27 m)、幅16フィート (4.9 m)のダグアウトには全てのスタッフを収容できる。サウンズのダグアウトは3塁側、相手チームのダグアウトは1塁側となっている。ブルペンは外野壁の角近くのファウルのラインに沿っている。

### スコアボード

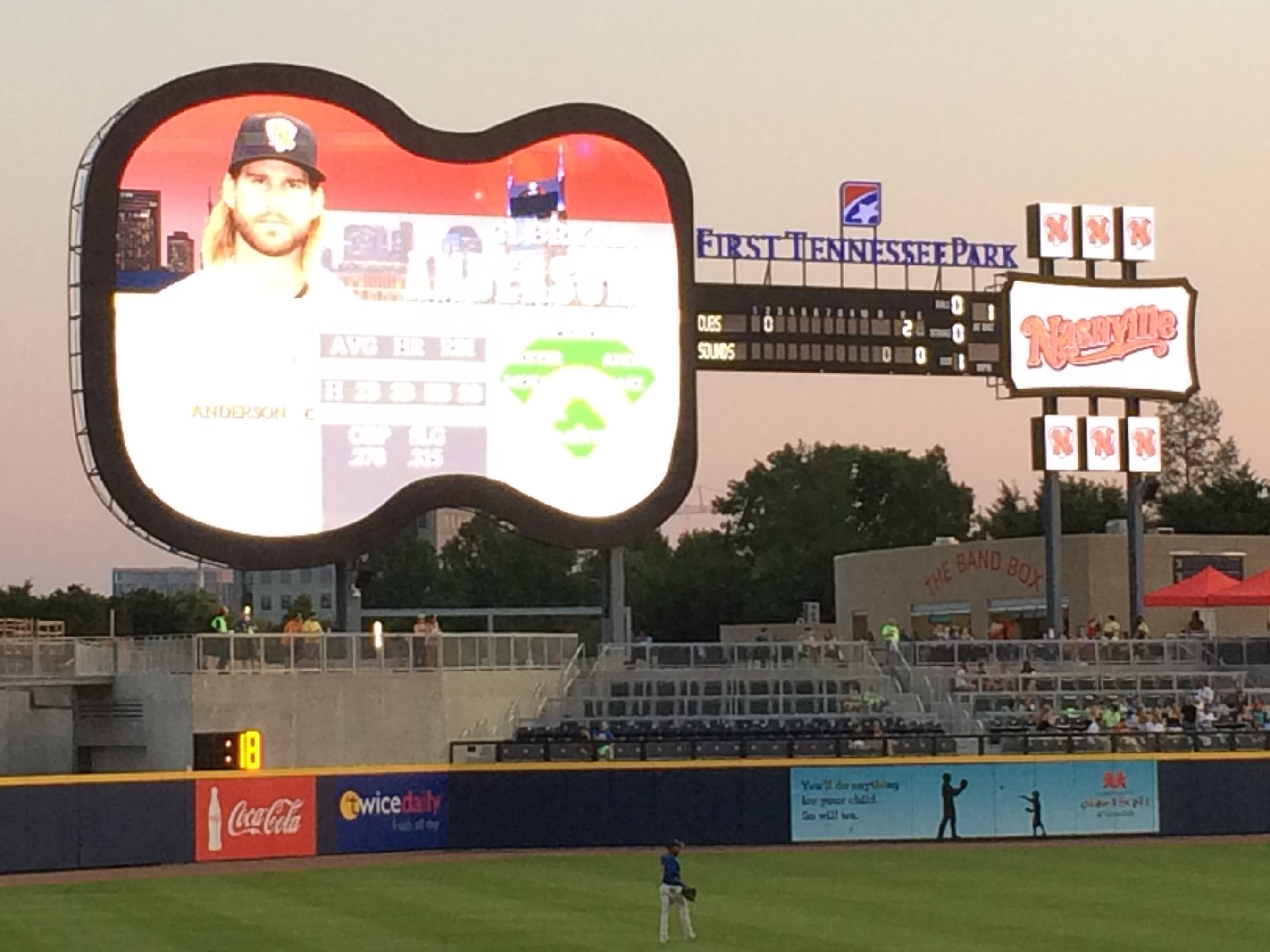
ギター型のスコアボード

グリア・スタジアムでもっとも特徴的であったものは、ギター型のスコアボードであった。地元の要望に応え、より大きくモダンなギター型のスコアボードがファースト・テネシー・パークの右中間のコンコースの上に設置された。この新たなスコアボードはパナソニックの協力によりTSスポーツがデザインした。高精細度ビデオの発光ダイオードの4,200立方フット(390 m2)のスクリーンを特徴としている。ネックやヘッドストックなどを除き、全体がLEDスクリーンで覆われている。全長142フィート×55フィート(43m×17m)で、ギター本体のディスプレイは50.4フィート×66.14フィート(15.36m×20.16m)、ヘッドストックのディスプレイは12.6フィート×25.2フィート(3.8m×7.7m)、6つのチューニング・ペグはそれぞれ6.3フィート×4.2フィート(1.9m×1.3 m)である。グリアのスコアボードはスコア、ボールカウント、選手の最低限の統計など基礎的な情報しか載せられなかったが、この新たなスコアボードはカラフルなグラフィック、アニメーション、ライヴ中継、録画、ビデオ判定、打順、シフト、より広い統計、選手の写真などが映し出される。来場者はコンコース中央付近のこのギターの下を通って5番通りの第二入場口を使用して出入りすることができる。
スコアボードの他に3つのLEDディスプレイがある。左中間の壁のLEDディスプレイには選手の情報、試合中の投球の統計、次の打者、広告などが表示される。両側の2階席前壁に設置されたLEDリボン・ボードはイニング、得点、カウント、選手紹介、広告が表示される。3つのピッチ・クロックが中央と両側に設置されている。

### 客席

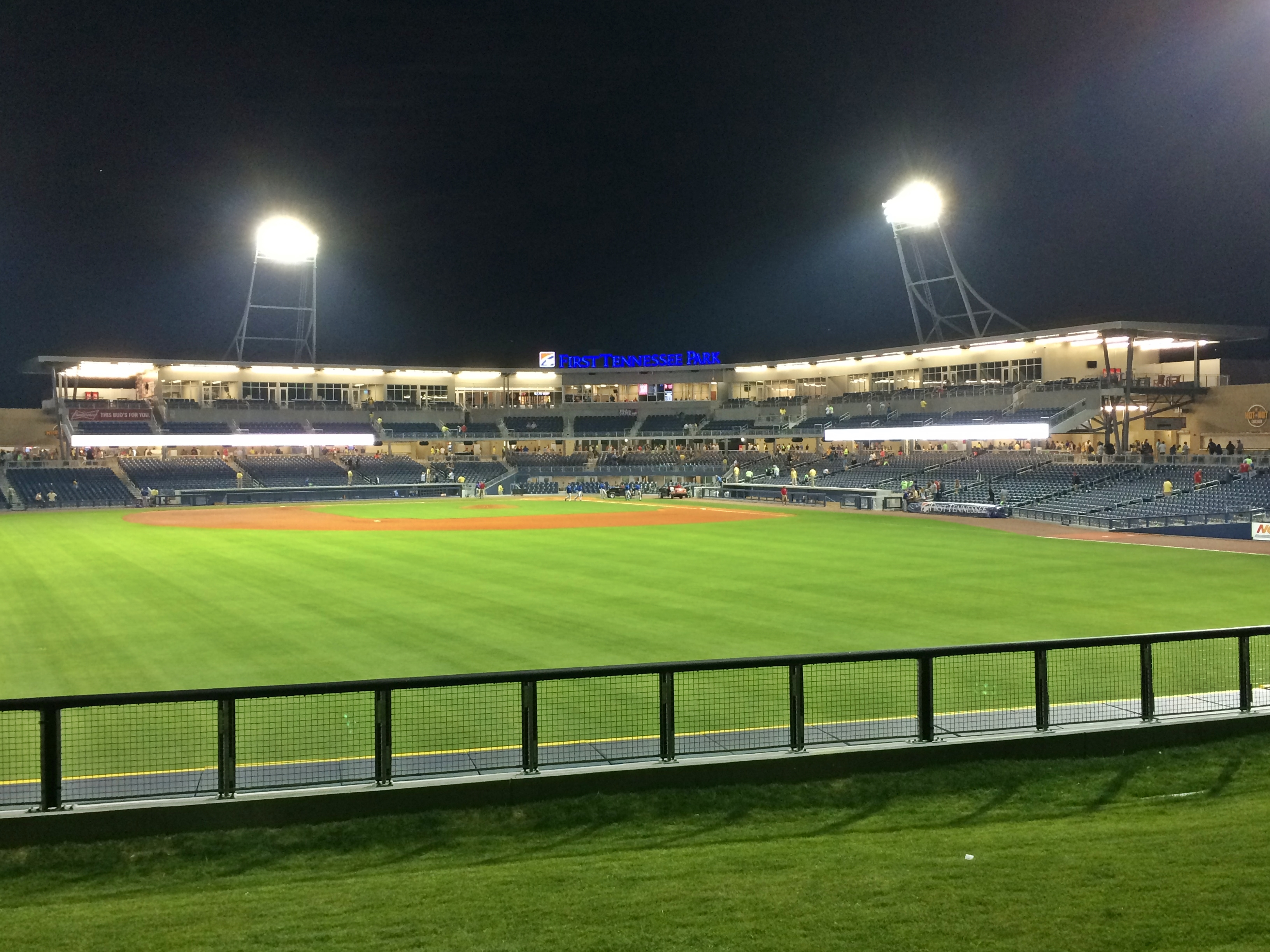
外野の芝生席からの眺め

両側のファウル・ポールを挟み、フィールドを囲むような1階席は24セクションに分かれている。2階席は1塁と3塁の後ろに位置し、13セクションに分かれている。両側のダグアウトの間の後ろ9列は2階席が屋根になっている。これらの1階席および2階席は球場でよく使用される型のプラスチックの椅子であり、ダグアウトの間の1階席および2階席全てにシート・クッションがついている。2階席本塁裏の3セクションと2階のスイート席全ての背もたれにもクッションがついている。左中間の芝生席は最大1,500名を収容できる。
グループにも対応しており、本塁裏のフィールドの高さのスイート席は4室あり、それぞれ室内に22名収容できるほか外に33席がある。2階のスイート席は18室あり、カウンター席4席のほか外に13席ある。2階にはパーティ・デッキが2つあり、それぞれ25名から100名が収容できる。左翼の1階席の端から外野の芝生席までグループ席となっており、通常の座席のほか、テーブルの周りに4つ席が並び、最大600名を収容できる。このテーブル席は右翼側にもあり、108名を収容できる。この横でスコアボードの前には通常の座席のほかテーブル席があり最大200名を収容できる。

### 売店
常設の売店が4ヶ所あるほか、伝統的な野球観戦時の食べ物であるホットドッグ、ピザ、ソフト・プレッツェル、アイスクリーム、ポップコーンの屋台もある。常設の売店ではホットチキン、プルド・ポーク・バーベキュー・サンドイッチ、チョウ・チョウ・ポーク・チョップ・サンドイッチなどナッシュビルや南部の郷土食などを買うことができる。
また右中間コンコースには150名を収容できる4,000立方フット(370m2)の「バンド・ボックス」という名の屋外レストランおよびバーがある。座席のレベルに関係なく使用でき、チキン・サンドイッチ、ハラペーニョ・フリッター、スモーク・ポーク・ナチョス、キノア・チョップド・サラダなどの伝統的な野球観戦時の食べ物のほか地ビールなどを買うことができる。一部の客席ではこのバンド・ボックスから出前を取ることができる。2階にはスイート席、パーティ・デッキなどの観客のみが使用できるバー・ラウンジがある。
観客席を巡回する売り子からは缶ジュース、ビール、ピーナツ、クラッカー・ジャックなどを買うことができる。

### 駐車場
南側の5番通り北とハリソン通りの角に千台の地下駐車場を建設中であり、2015年シーズン終了から約2ヶ月後の10月31日完成予定である。最初のシーズンでは専用駐車場がないためメトロに協力してもらい、観客は有料のメトロ庁舎地下駐車場を使用して無料シャトルを使うことが奨励された。シャトルは試合開始90分前から10分ごとに発車し、帰りは30分ごとに発車している。またMTAのミュージック・シティ・サーキットが5番通り北とハリソン通りの角に停車する。その他近隣に州所有の無料駐車場、私設の有料駐車場などがある。市の自転車シェア・プログラムのナッシュビルBサイクルの停車場が球場正面玄関近くにある。

## ルール

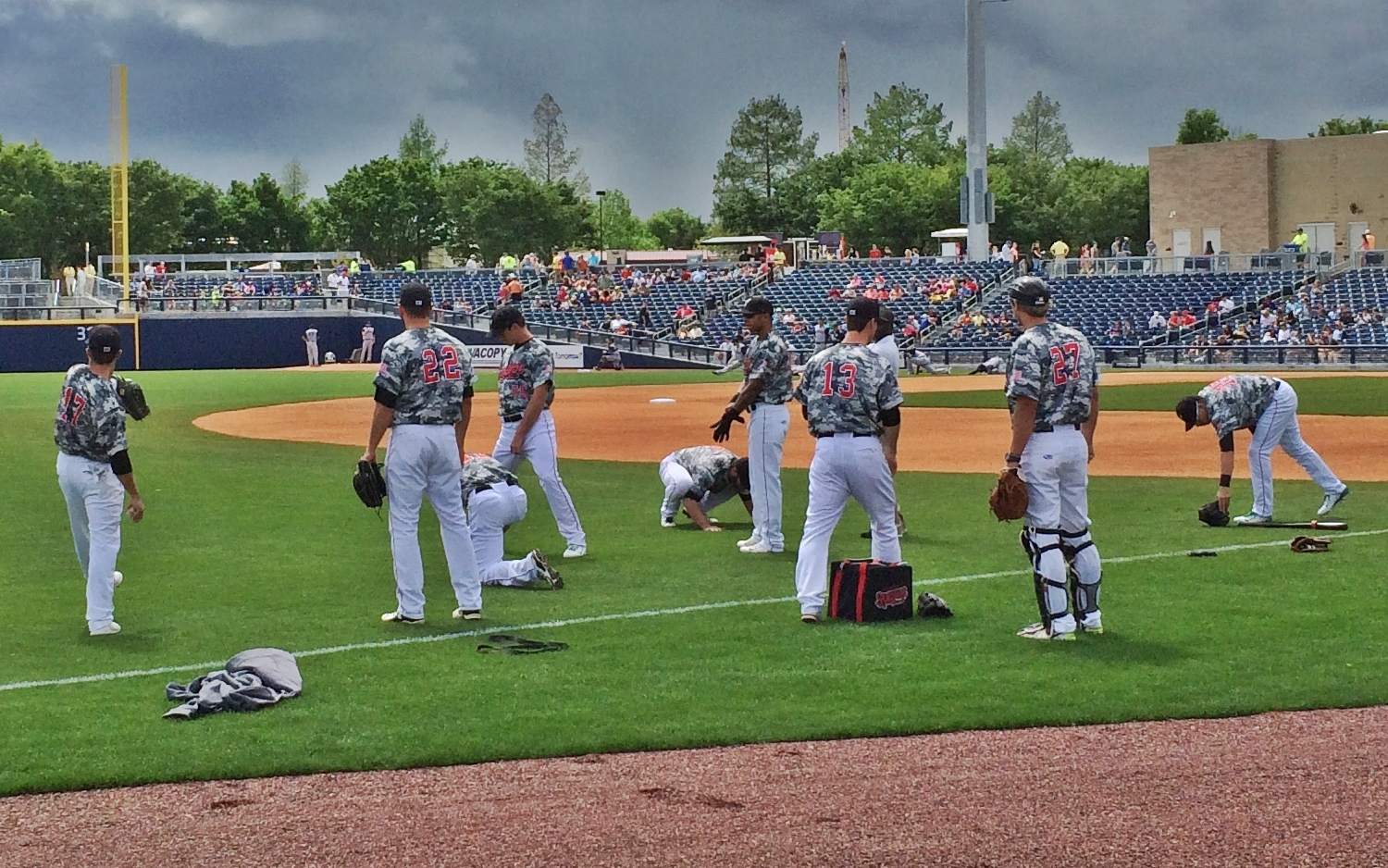
試合前にウォーミングアップをする選手たち

この球場で行われるパシフィックコーストリーグの試合ではグラウンドルールが存在する:。
- 本塁裏のスクリーンに当たったボールは有効である
- ダグアウトの上は有効である
- ダグアウトのレールまたはネットに当たりリバウンドしてフィールドに入ったら有効である
- ダグアウトの中に入ったり、ダグアウトのカメラなど備品に当たったらアウトである
- ブルペンは有効である。ブルペンのピッチャーは相手チームの選手がボールをキャッチするために入ることを了承しなくてはならない
- フィールドに再度入ったとしても、フライで外野壁の黄色のラインを越えたボールはホームランである
- 右翼、左翼どちらの角にも短い安全フェンスが設置されており、観客による守備妨害が発生する可能性がある